# Erwino Hari
Erwino Hari (* 16. Oktober 1933) ist ein ehemaliger Schweizer Skilangläufer.

## Werdegang
Hari, der für den SC Adelboden startete, kam bei den Schweizer Meisterschaften 1956 und 1957 jeweils auf den fünften Platz über 15 km. Zudem belegte er im Januar 1956 bei seiner einzigen Teilnahme an Olympischen Winterspielen in Cortina d’Ampezzo den 38. Platz über 15 km. Bei den Nordischen Skiweltmeisterschaften 1958 in Lahti nahm er am 30-km und am 50-km-Lauf teil, welche er aber vorzeitig beendete. In den folgenden Jahren lief er bei den Schweizer Meisterschaften 1959 auf den vierten Platz über 50 km sowie auf den dritten Rang über 15 km und bei den Schweizer Meisterschaften 1960 auf den dritten Platz über 50 km. In der Saison 1960/61 erreichte er bei den internationalen Gotthard-Skitagen in Andermatt den dritten Platz über 15,8 km und bei den Schweizer Meisterschaften 1961 den sechsten Platz über 30 km, den vierten Rang über 15 km sowie den zweiten Platz über 50 km. In der folgenden Saison belegte er bei den Schweizer Meisterschaften 1962 den sechsten Platz im 30-km-Lauf und bei den Nordischen Skiweltmeisterschaften 1962 in Zakopane den 41. Platz im 15-km-Lauf sowie zusammen mit Konrad Hischier, Alois Kälin und Alphonse Baume den achten Platz in der Staffel. Nach seiner Karriere war er von 1977 bis 1998 Leiter der Skischule in Adelboden.

## Teilnahmen an Olympischen Winterspielen und Weltmeisterschaften

### Olympische Winterspiele
- 1956 Cortina d’Ampezzo: 38. Platz 15 km

### Nordische Skiweltmeisterschaften
- 1958 Lahti: DNF 30 km, DNF 50 km
- 1962 Zakopane: 8. Platz Staffel, 41. Platz 15 km